# Liste des titres musicaux numéro un aux États-Unis en 1965
Voici la  liste les titres musicaux ayant eu le plus de succès au cours de l'année 1965 aux États-Unis d'après le magazine Billboard.

## Historique
| Date         | Artiste(s)                        | Titre                                               | Référence |
| ------------ | --------------------------------- | --------------------------------------------------- | --------- |
| 2 janvier    | The Beatles                       | I Feel Fine                                         |           |
| 9 janvier    | The Beatles                       | I Feel Fine                                         |           |
| 16 janvier   | The Supremes                      | Come See About Me                                   |           |
| 23 janvier   | Petula Clark                      | Downtown                                            |           |
| 30 janvier   | Petula Clark                      | Downtown                                            |           |
| 6 février    | The Righteous Brothers            | You've Lost That Lovin' Feelin'                     |           |
| 13 février   | The Righteous Brothers            | You've Lost That Lovin' Feelin'                     |           |
| 20 février   | Gary Lewis & the Playboys         | This Diamond Ring (en)                              |           |
| 27 février   | Gary Lewis & the Playboys         | This Diamond Ring (en)                              |           |
| 6 mars       | The Temptations                   | My Girl                                             |           |
| 13 mars      | The Beatles                       | Eight Days a Week                                   |           |
| 20 mars      | The Beatles                       | Eight Days a Week                                   |           |
| 27 mars      | The Supremes                      | Stop! In the Name of Love                           |           |
| 3 avril      | The Supremes                      | Stop! In the Name of Love                           |           |
| 10 avril     | Freddie and the Dreamers          | I'm Telling You Now                                 |           |
| 17 avril     | Freddie and the Dreamers          | I'm Telling You Now                                 |           |
| 24 avril     | Wayne Fontana and the Mindbenders | Game of Love                                        |           |
| 1er mai      | Herman's Hermits                  | Mrs. Brown, You've Got a Lovely Daughter            |           |
| 8 mai        | Herman's Hermits                  | Mrs. Brown, You've Got a Lovely Daughter            |           |
| 15 mai       | Herman's Hermits                  | Mrs. Brown, You've Got a Lovely Daughter            |           |
| 22 mai       | The Beatles                       | Ticket to Ride                                      |           |
| 29 mai       | The Beach Boys                    | Help Me, Rhonda                                     |           |
| 5 juin       | The Beach Boys                    | Help Me, Rhonda                                     |           |
| 12 juin      | The Supremes                      | Back in My Arms Again                               |           |
| 19 juin      | Four Tops                         | I Can't Help Myself (Sugar Pie Honey Bunch)         |           |
| 26 juin      | The Byrds                         | Mr. Tambourine Man                                  |           |
| 3 juillet    | Four Tops                         | I Can't Help Myself (Sugar Pie Honey Bunch)         |           |
| 10 juillet   | The Rolling Stones                | (I Can't Get No) Satisfaction                       |           |
| 17 juillet   | The Rolling Stones                | (I Can't Get No) Satisfaction                       |           |
| 24 juillet   | The Rolling Stones                | (I Can't Get No) Satisfaction                       |           |
| 31 juillet   | The Rolling Stones                | (I Can't Get No) Satisfaction                       |           |
| 7 août       | Herman's Hermits                  | I'm Henry VIII, I Am                                |           |
| 14 août      | Sonny & Cher                      | I Got You Babe                                      |           |
| 21 août      | Sonny & Cher                      | I Got You Babe                                      |           |
| 28 août      | Sonny & Cher                      | I Got You Babe                                      |           |
| 4 septembre  | The Beatles                       | Help!                                               |           |
| 11 septembre | The Beatles                       | Help!                                               |           |
| 18 septembre | The Beatles                       | Help!                                               |           |
| 25 septembre | Barry McGuire                     | Eve of Destruction                                  |           |
| 2 octobre    | The McCoys                        | Hang on Sloopy                                      |           |
| 9 octobre    | The Beatles                       | Yesterday                                           |           |
| 16 octobre   | The Beatles                       | Yesterday                                           |           |
| 23 octobre   | The Beatles                       | Yesterday                                           |           |
| 30 octobre   | The Beatles                       | Yesterday                                           |           |
| 6 novembre   | The Rolling Stones                | Get Off of My Cloud                                 |           |
| 13 novembre  | The Rolling Stones                | Get Off of My Cloud                                 |           |
| 20 novembre  | The Supremes                      | I Hear a Symphony                                   |           |
| 27 novembre  | The Supremes                      | I Hear a Symphony                                   |           |
| 4 décembre   | The Byrds                         | Turn! Turn! Turn! (To Everything There Is a Season) |           |
| 11 décembre  | The Byrds                         | Turn! Turn! Turn! (To Everything There Is a Season) |           |
| 18 décembre  | The Byrds                         | Turn! Turn! Turn! (To Everything There Is a Season) |           |
| 25 décembre  | The Dave Clark Five               | Over and Over                                       |           |